# Valeria (zangeres)
Valeria (Russisch: Валерия), echte naam Alla Joerjevna Perfilova (Russisch: Алла Юрьевна Перфилова) (Atkarsk, Saratov Oblast, 17 april 1968) is een Russische zangeres. Ze heeft negen albums uitgebracht en ruim 30 videoclips.
Enkele van haar jurken werden ontworpen door John Galliano, met wie ze ook een parfum ontwikkelde en uitbracht.
Haar beide ouders studeerden aan het conservatorium. In 2001 stopte ze tijdelijk nadat ze haar man verliet. Daarna ontmoette ze Iosif Prigozjin, manager van Nox Music, met wie ze later trouwde. In 2003 hervatte ze haar carrière in de muziekindustrie.

## Discografie

### Albums
- 1992 The Taiga Symphony
- 1992 Stay with Me
- 1995 Anna
- 1997 Familiya. Part 1
- 1999 The Best
- 2000 The first Internet Album
- 2001 Sky-Blue Eyes
- 2003 Love Land
- 2006 My Tenderness
- 2008 Out of Control
- 2009 Out of Control (UK editie)
- 2010 Mijn liefde in mij (Russisch: Во мне моя любовь)
- 2010 Best Of 2003-2010
- 2012 Russian Romances

## Prijzen
- 1993 - "Persoon van het Jaar" door de Russische Vereniging van Journalisten
- 2004 - "Best Female Act" "Muz-TV Awards 2004"
- 2004 - "Best Female Act" "MTV Russian Music Awards 2004"
- 2005 - Mariinskiy Order for Professional Achievements
- 2005 - "The Honoured Artist of Russia"
- 2003, 2004, 2005, 2006, 2007 - Gouden Grammofoon (nationale prijs)